# Kobeliaky
Kobeliaky (tiếng Ukraina: Кобеляки) là một thành phố của Ukraina. Thành phố này thuộc tỉnh Poltava. Thành phố này có diện tích ? km2, dân số theo điều tra dân số năm 2022 là 9465 người.